# Unlimited (合唱曲)
「unlimited」（アンリミテッド）は、桑原永江の作詞、若松歓の作曲による合唱曲である。

## 概要
中学校学習指導要領の改訂（平成20年3月告示）に伴い、2012年から2015年に使用される教育芸術社発行の中学1年生用の音楽の教科書『中学生の音楽 1』に採用された。教育芸術社が発売したアルバム『中学校新教材集CD unlimited』（型番:GES-14373）に収録されている（横山琢哉指揮、コーロ・カロスと浅井道子によるピアノ伴奏の同声2部合唱）。

## 稲垣潤一のシングル
「unlimited」は、教科指導用の楽曲としてだけではなく、プロ歌手のソロヴァージョンとしての公開が検討され、その歌唱を稲垣潤一が担当する形でシングルが製作された。製作は稲垣の所属レコード会社であるユニバーサルミュージックが担当し、販売は教育芸術社が担当する体制となっている。このシングル（DCT-2320、ISBN 978-4-87788-562-5）は2011年に発売されたが、このため通常の販路では購入できない場合があるとしている。
教育芸術社によると、プロのポピュラー歌手・グループが発表した曲を合唱曲などとして教科書に掲載した例はそれまでにも数多くあるが（「翼をください」など）、合唱曲として創られた作品でポピュラー歌手の歌唱を依頼し発表するのは本作が初のケースである。
ちなみに、当作品のPV中、スタジオで指揮を担当しているのは、作曲者の若松である。

### シングルの内容
1. unlimited
  - 作詞:桑原永江、作曲・編曲:若松歓
2. unlimited (インストゥルメンタル・ヴァージョン)
  - 作曲・編曲:若松歓